# Kili
Pour le personnage de Bilbo le Hobbit, voir Kíli.
Kili est l'une des îles les plus petites de l'archipel des îles Marshall. Elle est restée inhabitée jusqu'en 1948, date à laquelle elle a accueilli les habitants de l'atoll de Bikini où les États-Unis se livraient à des essais nucléaires. Son nom en marshallais est Kōle.
En 2011, l'île avait une population de 548 habitants.